# Diócesis de Chipata
La diócesis de Chipata (en latín: Dioecesis Chipaten(sis) y en inglés: Roman Catholic Diocese of Chipata) es una circunscripción eclesiástica latina de la Iglesia católica en Zambia, sufragánea de la arquidiócesis de Lusaka. La diócesis tiene al obispo George Cosmas Zumaire Lungu como su ordinario desde el 23 de diciembre de 2002.

## Territorio y organización
La diócesis tiene 69 106 km² y extiende su jurisdicción sobre los fieles católicos de rito latino residentes en la provincia Oriental.
La sede de la diócesis se encuentra en la ciudad de Chipata, en donde se halla la Catedral de Santa Ana.
En 2019 en la diócesis existían 36 parroquias.

## Historia
La prefectura apostólica de Fort Jameson fue erigida el 1 de julio de 1937 con la bula Quo in Rhodesiae del papa Pío XI, obteniendo el territorio del vicariato apostólico de Nyassa (hoy arquidiócesis de Lilongüe) y del vicariato apostólico de Lwangwa (hoy diócesis de Mpika).
El 7 de mayo de 1953 la prefectura apostólica fue elevada a vicariato apostólico con la bula Qui ad supremum del papa Pío XII.
El 25 de abril de 1959 el vicariato apostólico fue elevado a diócesis con la bula Cum christiana fides del papa Juan XXIII.
El 15 de abril de 1968 tomó su nombre actual.
En 1980 el obispo Medardo Joseph Mazombwe inauguró el seminario diocesano, dedicado a Santa María.

## Estadísticas
De acuerdo al Anuario Pontificio 2020 la diócesis tenía a fines de 2019 un total de 470 000 fieles bautizados.
| Año                                                                             | Población            | Población | Población      | Sacerdotes | Sacerdotes    | Sacerdotes    | Bautizados por sacerdote | Diáconos permanentes | Religiosos | Religiosos | Parroquias |
| Año                                                                             | Bautizados católicos | Total     | % de católicos | Total      | Clero secular | Clero regular | Bautizados por sacerdote | Diáconos permanentes | Varones    | Mujeres    | Parroquias |
| ------------------------------------------------------------------------------- | -------------------- | --------- | -------------- | ---------- | ------------- | ------------- | ------------------------ | -------------------- | ---------- | ---------- | ---------- |
| 1950                                                                            | 31 586               | 225 560   | 14.0           | 28         | 3             | 25            | 1128                     |                      |            | 10         |            |
| 1970                                                                            | 88 922               | 509 000   | 17.5           | 49         | 9             | 40            | 1814                     |                      | 51         | 42         |            |
| 1980                                                                            | 120 886              | 609 000   | 19.8           | 53         | 9             | 44            | 2280                     |                      | 54         | 50         | 17         |
| 1990                                                                            | 176 353              | 669 686   | 26.3           | 51         | 13            | 38            | 3457                     |                      | 48         | 109        | 19         |
| 1999                                                                            | 253 900              | 1 273 752 | 19.9           | 58         | 25            | 33            | 4377                     |                      | 44         | 134        | 21         |
| 2000                                                                            | 263 874              | 1 273 752 | 20.7           | 49         | 27            | 22            | 5385                     |                      | 33         | 135        | 21         |
| 2001                                                                            | 274 007              | 1 480 967 | 18.5           | 46         | 25            | 21            | 5956                     |                      | 38         | 141        | 21         |
| 2002                                                                            | 281 265              | 1 300 773 | 21.6           | 47         | 23            | 24            | 5984                     |                      | 35         | 134        | 22         |
| 2003                                                                            | 285 760              | 1 300 973 | 22.0           | 44         | 23            | 21            | 6494                     |                      | 32         | 142        | 22         |
| 2004                                                                            | 285 760              | 1 300 973 | 22.0           | 47         | 25            | 22            | 6080                     |                      | 38         | 145        | 23         |
| 2006                                                                            | 315 130              | 1 381 000 | 22.8           | 51         | 29            | 22            | 6179                     |                      | 35         | 149        | 23         |
| 2007                                                                            | 319 000              | 1 397 000 | 22.8           | 55         | 33            | 22            | 5800                     | 6                    | 37         | 156        | 23         |
| 2013                                                                            | 398 946              | 1 810 000 | 22.0           | 69         | 45            | 24            | 5781                     |                      | 44         | 46         | 24         |
| 2016                                                                            | 430 800              | 1 954 000 | 22.0           | 80         | 51            | 29            | 5385                     |                      | 45         | 153        | 31         |
| 2019                                                                            | 470 000              | 2 132 500 | 22.0           | 83         | 52            | 31            | 5662                     |                      | 59         | 137        | 36         |
| Fuente: Catholic-Hierarchy, que a su vez toma los datos del Anuario Pontificio. |                      |           |                |            |               |               |                          |                      |            |            |            |

## Episcopologio
- Fernand Martin, M.Afr. † (17 de diciembre de 1937-1946 renunció)
- Firmin Courtemanche, M.Afr. † (7 de marzo de 1947-11 de noviembre de 1970 renunció)
- Medardo Joseph Mazombwe † (11 de noviembre de 1970-30 de noviembre de 1996 nombrado arzobispo de Lusaka)
- George Cosmas Zumaire Lungu, desde el 23 de diciembre de 2002